# Теплоємність твердого тіла
Теплоє́мність твердо́го ті́ла — кількість теплоти, необхідної для підвищення температури тіла на один градус, визначається в основному теплоємністю кристалічної ґратки. Внесок електронів у теплоємність більший за вклад ґратки тільки для металів при дуже низьких температурах.
Існує декілька теорій теплоємності твердого тіла: 
- закон Дюлонга-Пті  і закон Джоуля - Коппа. Обидва закони виведені з класичних уявлень і з певною точністю справедливі лише для нормальних температур (приблизно в межах 15 -100 ° C).
- Квантова теорія теплоємності Ейнштейна.
- Квантова теорія теплоємності Дебая.

В області низьких температур, де домінує вплив електронного газу теплоємність лінійно зростає з температурою (дивіться Теплоємність електронного газу). При вищих температурах, а для неметалевих твердих тіл при будь-яких низьких температурах, теплоємність зростає пропорційно кубу температури (дивіться Закон Дебая). В цій області температур основний внесок у теплоємність здійснюють низькочастотні коливання — акустичні фонони.
При збільшенні температури починають впливати оптичні фонони. Цей внесок можна оцінити, застосувавши модель теплоємності Ейнштейна.
При температурах, вищих за температуру Дебая справедливий закон Дюлонга-Пті — на кожен ступінь свободи припадає однакова енергія.
Теплоємність системи невзаємодіючих частинок, наприклад газу, визначається числом ступенів вільності частинок.